# 越智道雄
越智 道雄（おち みちお、1936年11月3日 - 2021年5月26日）は、日本の英語圏政治／文化研究者、翻訳家。明治大学名誉教授。

## 来歴
愛媛県今治市出身。1965年広島大学大学院文学研究科博士課程単位取得退学、1966年玉川大学文学部助教授、1970年明治大学商学部助教授、1975年教授、2007年定年退職、名誉教授。
1983年にザヴィア・ハーバート「かわいそうな私の国」で日本翻訳出版文化賞、1987年にローズマリー・ハリス「遠い日の歌が聞こえる」翻訳で産経児童出版文化賞受賞。
多元文化国家アメリカ論で多数の著書がある。他にオーストラリアを中心にカナダ・ニュージーランド・南アを含めた「英語圏新世界諸国」をアメリカとエコーさせる視点での論考、アメリカを中心とする多数の翻訳に加えて、児童文学・ミステリ・SFの翻訳がある。
日本ペンクラブ理事、同国際委員長、オーストラリア・ニュージーランド学会会長、日本翻訳家協会評議員などを務めた。
2021年5月26日、老衰のため死去。84歳没。
息子は英文学者の越智敏之。

## 著書
- 『遺贈された生活』（冬樹社） 1977年 - 小説
- 『新世界の文化エトス オーストラリアの場合』（評論社） 1984年
- 『アメリカン・ボディ 多民族社会を維持するための抗体活動』（言叢社） 1986年
- 『アメリカ「60年代」への旅』（朝日選書） 1988年
- 『カリフォルニアの黄金 ゴールドラッシュ物語』（朝日選書） 1990年
- 『英語の通じないアメリカ』（平凡社） 1990年
- 『アメリカが見えてくる 「事件」と「映画」のなかの文化多元主義』（サイマル出版会） 1995年
- 『<終末思想>はなぜ生まれてくるのか ハルマゲドンを待ち望む人々』（大和書房） 1995年
- 『アメリカ異端のヒーローたち “非正統派"英雄の系譜』（荒地出版社） 1995年
- 『エスニック・アメリカ 民族のサラダ・ボウル、文化多元主義の国から』（明石書店） 1995年
- 『孤立化する家族 アメリカン・ファミリーの過去・未来』（時事通信社） 1998年
- 『ワスプ(WASP) アメリカン・エリートはどうつくられるか』（中公新書） 1998年
- 『オーストラリアを知るための48章』（明石書店、エリア・スタディーズ） 2000年
- 『アメリカ映画の暗号を読み解く 人種のカオス編』（アルク新書） 2000年
- 『アメリカ映画の暗号を読み解く 迷走する大国編』（アルク新書） 2000年
- 『幻想の郊外 反都市論』（青土社） 2000年
- 『21世紀のアメリカ文明 文化戦争と高度管理社会』（明石書店） 2002年
- 『ブッシュ家とケネディ家』（朝日選書） 2003年
- 『日米外交の人間史 黒船から経済摩擦まで』（中公新書ラクレ） 2003年
- 『ジョン・F・ケリー』（宝島社） 2004年
- 『秘密結社 アメリカのエリート結社と陰謀史観の相克』（ビジネス社） 2005年
- 『オーストラリアを知るための55章 第2版』（明石書店） 2005年
- 『アメリカン・エスタブリッシュメント』（NTT出版レゾナント） 2006年
- 『新ユダヤ成功の哲学 なぜ彼らは世界の富を動かせるのか』（ビジネス社） 2007年
- 『なぜアメリカ大統領は戦争をしたがるのか?』（アスキー新書） 2008年
- 『誰がオバマを大統領に選んだのか』（NTT出版） 2008年
- 『アメリカ合衆国の異端児たち』（日経プレミアシリーズ新書） 2009年
- 『大英帝国の異端児たち』（日経プレミアシリーズ新書） 2009年
- 『オーストラリアを知るための58章 第3版』（明石書店） 2010年
- 『ジョージ・ソロス伝 - 3つの顔（ペルソナ）を持つ男の人生と仕事』（李白社/発売 ビジネス社） 2012年
- 『大統領選からアメリカを知るための57章』（明石書店） 2012年
- 『ニューヨークからアメリカを知るための76章』（明石書店） 2012年
- 『覇権国家アメリカの中国「新・封じ込め」戦略の全貌』（李白社） 2013年
- 『カリフォルニアからアメリカを知るための56章』（明石書店） 2013年
- 『ケネディ家の呪い』（イースト新書） 2013年
- 『アメリカを動かすスコッチ=アイリッシュ 21人の大統領と「茶会派」を生みだした民族集団』（明石書店） 2014年
- 『オバマ「黒人大統領」を救世主と仰いだアメリカ』（明石書店） 2014年
- 『ヒラリー・クリントン 運命の大統領』（朝日新書） 2015年

### 共著・編著・監修
- 『オーストラリア読本』（日本ペンクラブ編、選、福武文庫） 1989年
- 『風と共に去りぬ スカーレットの故郷、アメリカ南部をめぐる』（文・監修、求竜堂グラフィックス） 1993年
- 『リベラル・アーツと大学の「自由化」 教養・専門課目の活性化をめぐる考察』（編著、寺島善一, 土屋恵一郎, 浜口稔共著、明石書店（明治大学人文科学研究所叢書） 2005年
- 『オバマ・ショック』（集英社新書） 2009年 - 町山智浩との対談
- 『ドナルド・トランプの大放言 史上最狂の大統領候補!』（監、宝島社） 2016年
- 『さらば愛と憎しみのアメリカ 真珠湾攻撃からトランプ大統領まで』（田原総一朗共著、キネマ旬報社） 2017年

## 翻訳
- 『黒岳と夏星の国』（マイケル・ベーカー、冨山房） 1970年
- 『おいしいものさがし』（ナタリー・バビット（英語版）、冨山房） 1971年
- 『死の内の生命 ヒロシマの生存者』（ロバート・J・リフトン、桝井迪夫, 湯浅信之, 松田誠思共訳、朝日新聞社） 1971年、のち改題『ヒロシマを生き抜く』（岩波現代文庫）
- 『長く険しい道 原爆より終戦へ』（ジョゼフ・マークス、文化評論出版） 1972年
- 『フリスビーおばさんとニムの家ねずみ』（ロバート・C・オブライエン、冨山房） 1974年、のち再刊（童話館出版） 2010年
- 『喜劇としての人間 文学的エコロジー序説』（ジョセフ・W・ミーカー、文化放送開発センター出版部） 1975年、のち改題『喜劇とエコロジー サバイバル原理の探求』（法政大学出版局） 1988年
- 『ヴォス オーストラリア探険家の物語』（パトリック・ホワイト、サイマル出版会） 1975年
- 『青さぎ牧場』（ヘブサ・F・ブリンズミード、冨山房） 1976年
- 『かわいそうな私の国』全11巻（ザヴィア・ハーバート、サイマル出版会） 1978年 - 1983年
- 『ささやき山の秘密』（ジョーン・エイケン、冨山房） 1978年
- 『よみがえる海底人間』（リチャード・ウッドリー、小野章共訳、評論社、児童図書館・文学の部屋） 1980年
- 『宇宙からの侵略』（リチャード・ウッドリー、小野章共訳、評論社、児童図書館・文学の部屋） 1980年
- 『地球脱出』（リチャード・ウッドリー、小野章共訳、評論社、児童図書館・文学の部屋） 1980年
- 『未知の惑星生物』（リチャード・ウッドリー、小野章共訳、評論社、児童図書館・文学の部屋） 1980年
- 『ブルベイカー』（ウィリアム・ハリソン、評論社） 1980年
- 『魔の犬ディンゴ』（ヘンリー・G・ラモンド、パシフィカ） 1980年
- 『“機関銃要塞"の少年たち』（ロバート・ウェストール、評論社、児童図書館） 1980年
- 『ウラシマ・タロウの死』（ロジャー・パルバース、新潮社） 1980年
- 『エデンの門』（ウィリアム・コーレット、岩波書店） 1980年
- 『エデンに帰る』（ウィリアム・コーレット、岩波書店） 1980年
- 『月の裏側』（ウィリアム・コーレット、岩波書店） 1981年
- 『権力の肖像 二十世紀を揺るがせた人々』（ジェレミー・マリ＝ブラウン、宮下嶺夫共訳、評論社） 1981年
- 『キャプテン・クックの航海』（アリステア・マクリーン、早川書房） 1982年
- 『日本語インサイド・アウト 甦る方言・スラング・浪花節』（ロジャー・パルバース、監訳、日本翻訳家養成センター） 1982年
- 『ボニーと警官殺し』（アーサー・アップフィールド、ハヤカワ・ミステリ文庫） 1982年
- 『ボニーと風の絞殺魔』（アーサー・アップフィールド、ハヤカワ・ミステリ文庫） 1982年
- 『ボニーと砂に消えた男』（アーサー・アップフィールド、ハヤカワ・ミステリ文庫） 1983年
- 『イソップ物語』（ポプラ社文庫） 1983年
- 『びっくり学園ピンチ大混戦』（スタンリー・キーゼル、ポプラ社） 1983年
- 『びっくり学園チャンス大逆転』（スタンリー・キーゼル、ポプラ社） 1983年
- 『コンパス・ローズ』（アーシュラ・K・ル＝グイン、サンリオSF文庫） 1983年、のちちくま文庫
- 『現代オーストラリア短編小説集』（百々佑利子共監訳、評論社） 1983年
- 『トラベラー 小さな開拓者』（アン・ドルー、金の星社） 1983年
- 『オオカミ王ロボ シートン動物記1』（シートン、ポプラ社文庫） 1984年
- 『だく足ムスタング シートン動物記2』（シートン、ポプラ社文庫） 1984年
- 『アボリジナル オーストラリアに生きた先住民族の知恵』（ジェフリー・ブレイニー、高野真知子共訳、サイマル出版会） 1984年
- 『コアラの本 恥ずかしがりやの人気者』（ウォルター・ハミルトン, ヘミッシュ・マクドナルド、サイマル出版会） 1984年
- 『アメリカを生きる 紋切り型日系人像を突きぬけろ』（マコ・イワマツ、監訳、日本翻訳家養成センター） 1984年
- 『灰色グマの一生 シートン動物記3』（シートン、ポプラ社文庫） 1985年
- 『ブライティー 大峡谷をかけるロバ』（マーガライト・ヘンリー、金の星社） 1985年
- 『スラデック言語遊戯短編集』（ジョン・スラデック、サンリオSF文庫） 1985年
- 『死のかげの谷間』（ロバート・C・オブライエン、評論社、児童図書館・文学の部屋） 1985年、のち改題『死の影の谷間』（評論社） 2010年
- 『オーストラリア文学史』（ジェフリー・ダットン編、監訳、研究社出版） 1985年
- 『南十字星下の黄金 金をめぐるオーストラリアの歴史』（ビル・ピーチ、リブロポート） 1986年
- 『Xの悲劇』（エラリー・クイーン、ポプラ社文庫） 1986年
- 『イースターワインに到着』（R・A・ラファティ、サンリオSF文庫） 1986年
- 『遠い日の歌がきこえる』（ローズマリー・ハリス、冨山房） 1986年
- 『おまえの影を消せ 南アフリカ時の動きの中で』（ジョーゼフ・リリーヴェルド、藤田みどり共訳、朝日新聞社） 1987年
- 『帽子を回せ』（ヘンリー・ロースン、サイマル出版会） 1987年
- 『トム・ソーヤーの冒険』（マーク・トウェイン、ポプラ社） 1988年
- 『渚の生活 ビーチコウマーの告白』（E・J・バンフィールド、リブロポート） 1988年
- 『アラスカ原野行』（ジョン・マクフィー、平河出版社） 1988年
- 『リア王物語』（シェークスピア、ポプラ社、こども世界名作童話） 1989年
- 『核戦争を待望する人びと 聖書根本主義派潜入記』（グレース・ハルセル、朝日選書） 1989年
- 『ぼくの中のぼく』（メアリー・ホワイト、評論社、児童図書館・文学の部屋） 1990年
- 『アルメニアの少女』（デーヴィッド・ケルディアン、評論社、児童図書館・文学の部屋） 1990年
- 『黄金の鳥連続殺人事件 マルタの鷹』（ハメット、ポプラ社文庫） 1990年
- 『今は亡き大いなる地球 核戦争を熱望する人々の聖典』（ハル・リンゼイ、監訳、徳間書店） 1990年
- 『悪魔の告白 アメリカを震撼させた殺人者の全生涯』（チャールズ・マンスン, ニューエル・エモンズ、樋口幸子共訳、ジャプラン出版） 1990年
- 『ソ連のイスラム教徒』（グレース・ハルセル、朝日選書） 1991年
- 『人民寺院 ジム・ジョーンズとガイアナの大虐殺』（ティム・レイターマン, ジョン・ジェーコブズ、ジャプラン出版） 1991年
- 『あるアメリカ教師の話 No.1教師エスカランテの場合』（ジェイ・マシューズ、樋口幸子共訳、JICC出版局） 1991年
- 『グッド・グリーフ チャールズ・M・シュルツと『ピーナッツ』の世界』（リタ・グリムズリィ・ジョンスン、監訳、リブロポート） 1991年
- 『アシッド・ドリームズ CIA、LSD、ヒッピー革命』（マーティン・A・リー, ブルース・シュレイン、第三書館） 1992年
- 『尻尾が犬を振り回す 「湾岸戦争」1年後の真実』（グレース・ハルセル、プレジデント社） 1992年
- 『マンハッタンでラクダを飼う方法』（ラッセル・ベイカー、東京書籍、アメリカ・コラムニスト全集1） 1992年
- 『パワー・オブ・ワン』（ブライス・コートニー、集英社） 1993年
- 『砂の楽園』（エドワード・アビー、東京書籍、シリーズ・ナチュラリストの本棚1） 1993年
- 『機関銃の社会史』（ジョン・エリス、平凡社） 1993年
- 『ラクソーとニムの家ねずみ』（ジェイン・レズリー・コンリー、冨山房） 1994年
- 『不老のサイエンス』（ロナルド・コチュラク, ピーター・ゴーナー、第三書館） 1995年
- 『ドラッグ in ロック』（ハリー・シャピロ、室伏洋子共訳、第三書館、ウェイティング・フォー・ザ・マン2） 1995年
- 『怒れる女たち』（アンドレア・ジュノー, V・ヴェイル、第三書館、『憤れる女たち』2） 1995年
- 『60年代の過ぎた朝』（ジョーン・ディディオン、東京書籍、アメリカ・コラムニスト全集） 1996年
- 『「タイム」誌が見た日本の50年 上』（「タイム」編集部、プレジデント社） 1998年
- 『敵をつくる女、味方をふやす女 華麗なる「女マキャヴェリズム」』（ハリエット・ルービン、ネスコ） 1999年
- 『世の中のまっとうな生き方 41歳で引退したのちに』（L・ラスト・ヒル、山本民雄共訳、第三書館） 2000年
- 『パヴァーヌ』（キース・ロバーツ、扶桑社） 2000年、のちちくま文庫
- 『スヌーピーと生きる チャールズ・M・シュルツ伝』（リタ・グリムズリー・ジョンスン、朝日新聞社） 2000年、のち文庫
- 『売春という思想』（シャノン・ベル、山本民雄, 宮下嶺夫共訳、青弓社） 2001年
- 『WASPの流儀』（ルイス・オーキンクロス、編訳、扶桑社） 2002年
- 『長生きするヒトはどこが違うか? 不老と遺伝子のサイエンス』（S・ジェイ・オルシャンスキー, ブルース・A.カーンズ、春秋社） 2002年
- 『アメリカン・ジハード 連鎖するテロのルーツ』（マフムード・マムダーニ、岩波書店） 2005年
- 『世界秩序の崩壊 「自分さえよければ社会」への警鐘』（ジョージ・ソロス、ランダムハウス講談社） 2006年
- 『キリストは何を食べていたのか? 聖書から読む「神に近づく食生活」』（ドン・コルバート、ビジネス社） 2007年
- 『FBIの歴史』（ロードリ・ジェフリーズ＝ジョーンズ、東洋書林） 2009年
- 『ビジュアル・ヒストリー・アメリカ - 植民地時代から覇権国家の未来まで』（アレン・ワインスタイン＆デイヴィッド・ルーベル、東洋書林） 2010年
- 『危険ないとこ』（ナンシー・ワーリン、評論社） 2010年
- 『白人の歴史』（ネル・アーヴィン・ペインター、東洋書林） 2011年
- 『ビジュアル版 アメリカ大統領の歴史大百科』（ジョン・ロウパー、東洋書林） 2012年
- 『リンカーン - うつ病を糧に偉大さを鍛えあげた大統領』（ジョシュア・ウルフ・シェンク、明石書店） 2013年
- 『菊と刀 日本文化の型』（ルース・ベネディクト、越智敏之共訳、平凡社ライブラリー） 2013年
- 『THE HERO アメリカン・コミック史』（ローレンス・マズロン, マイケル・キャンター、東洋書林） 2014年
- 『ユーラシアニズム :ロシア新ナショナリズムの台頭』（チャールズ・クローヴァー、NHK出版） 2016.9